# Euplexia calbum
Euplexia calbum là một loài bướm đêm trong họ Noctuidae.